# Футбольный матч Россия — Украина (1999)
Футбольный матч между сборными командами России и Украины, проходивший в рамках 10-го, последнего тура четвёртой группы отборочного турнира чемпионата Европы 2000, состоялся в субботу 9 октября 1999 года в Москве на стадионе «Лужники». Команды России и Украины боролись за право сыграть на чемпионате Европы в Бельгии и Нидерландах. Матч вызвал большой ажиотаж как в связи с принципиальностью противостояния сборных двух стран бывшего СССР, так и в связи с турнирной важностью, поскольку в последнем туре решалась судьба первого и второго места в группе, дававших соответственно путевку на Евро-2000 и путевку в стыковые матчи. Кроме них, эти путевки оспаривали также сборные Франции и Исландии, проводившие параллельный матч. В случае победы в своей игре французы обеспечивали себе минимум второе место в квалификационной группе, позволявшее продолжить борьбу за выход на чемпионат Европы. Украина в случае победы в Москве гарантировала себе выход на Чемпионат с первого места, а Россия была в самой сложной ситуации: победа над Украиной почти наверняка давала бы ей выход на Чемпионат Европы, а вот ничья или поражение наоборот почти наверняка оставляли её за бортом даже стыковых матчей. Исландия перед игрой уже не имела шансов выйти на Евро с первого места, но могла вырваться на второе место в случае собственной победы над Францией и одновременно победы Украины над Россией.
Игра в Москве завершилась вничью со счётом 1:1, приемлемым для Украины — с учётом того, что в параллельном матче у Исландии Франция выиграла 3:2, французы отправились на чемпионат как победители группы, а украинцы получили право сыграть в стыковых матчах, опередив Россию и выведя её из дальнейшей борьбы.
В памяти российских болельщиков матч сохранился как один из самых драматичных за всю историю сборной: российская команда после победной серии из шести матчей (в числе побеждённых был даже действующий чемпион мира — Франция) в решающей игре упустила путёвку даже в стыковые матчи чемпионата Европы, вследствие чего об этой ничьей болельщики и эксперты говорят именно как о поражении. Усилия российской сборной, доминировавшей на протяжении всего матча, были нивелированы на 88-й минуте ошибкой вратаря Александра Филимонова, который пропустил гол со штрафного в 40 метрах от ворот. После удара Андрея Шевченко Филимонов, пытаясь поймать мяч, занял неверную позицию и выронил мяч на газон, после чего тот заскочил в ворота. Журналист Би-Би-Си и «РИА Новости» Марк Беннеттс, проживший 10 лет в России, включает матч в число трёх важнейших игр российского футбола с 1991 года. После данного матча сборные России и Украины не встречались друг с другом на официальном уровне.

## Путь сборных к матчу

### Россия

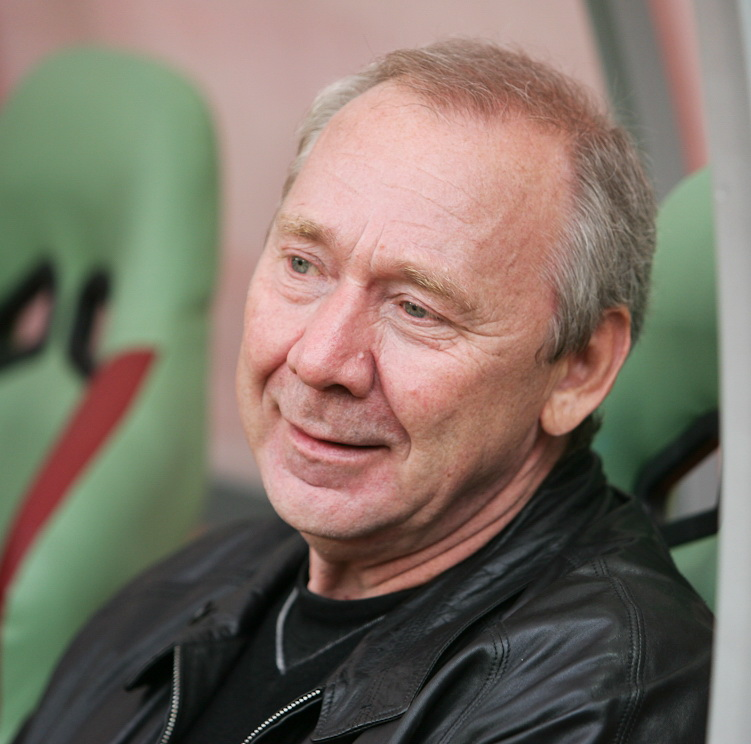
Олег Романцев, главный тренер сборной России

Старт отборочного цикла к чемпионату Европы 2000 года сборная России проводила в квалификационной группе 4, которая считалась одной из самых сильных среди отборочных групп чемпионата. В 1998 году на протяжении шести матчей (с августа по ноябрь) сборной руководил Анатолий Бышовец, совмещавший эту работу с постом тренера санкт-петербургского «Зенита», однако все шесть матчей под его руководством Россия проиграла. В частности, были проиграны три первые встречи в рамках отборочного цикла к чемпионату Европы (Украине в Киеве и Франции в Москве с одинаковым счётом 2:3, а затем Исландии в Рейкьявике со счётом 0:1), а также два товарищеских матча против Швеции и Испании с одинаковым счётом 0:1. В ноябре в товарищеской встрече в Форталезе Россия была разгромлена Бразилией со счётом 1:5, после чего Бышовец был отправлен в отставку президентом РФС Вячеславом Колосковым, который изначально не желал видеть этого специалиста в сборной. Сборную принял тренировавший тогда «Спартак» Олег Романцев, ранее руководивший командой во время отборочного цикла и финального этапа Евро-1996. Под его руководством сборная добилась шести побед подряд в официальных встречах против Андорры (6:1 дома и 2:1 в гостях), Армении (3:0 в гостях и 2:0 дома), Исландии (1:0 дома) и даже Франции (3:2 в гостях).
Предыгровую тренировку сборная России провела на базе «Спартака» в Тарасовке, а 5 октября на базе прошла пресс-конференция, куда приехало достаточно много журналистов, запечатлевших фрагмент вечерней тренировки сборной. Перед игрой Олег Романцев долго думал над выбором вратаря: у него вызывала опасения игра Александра Филимонова в последних матчах, особенно в домашней игре против Армении, когда тот отметился несколькими ошибками. Одной из таких ошибок стал инцидент, когда при счёте 2:0 после аута от Дмитрия Хлестова Филимонов буквально отдал мяч Карапету Микаеляну, но тот каким-то образом не воспользовался возможностью и не реализовал свой голевой момент. Однако Романцев был ограничен в плане выбора вратарей: Руслан Нигматуллин, числившийся в заявке сборной, ещё не играл ни разу и в случае неудачи мог не только потерять место в сборной, но и форсировать отставку Романцева; Сергей Овчинников, игравший в португальской «Алверке», не числился в кандидатах в сборную, и о его форме сложно было судить; 36-летний Станислав Черчесов мог прилететь из расположения своего клуба «Тироль» из Инсбрука в Москву только за двое суток до встречи и вряд ли бы перенёс перегрузки, чтобы подготовиться к матчу должным образом.
Кроме того, в расположение сборной не был приглашён Александр Мостовой, который практически не принял участия в матчах сборной в 1999 году: весенние матчи со сборными Армении и Андорры футболист испанского клуба «Сельта» пропустил из-за проблем с пахом, а в июньском матче со сборной Франции он усугубил повреждение, покинув поле на 27-й минуте при счёте 0:0. Победный исход этого матча, а также долгий период восстановления и набора формы (Мостовой выбыл на срок в три месяца и только недавно вернулся в состав «Сельты») дали повод Олегу Романцеву не вызвать на этот матч футболиста, который к тому же потерял доверие со стороны тренера вследствие травматичности (так как Романцев считал, что не будет ставить в состав игрока, который мог получить травму на ровном месте).
Перед матчем команда отправилась на встречу с православным священником, который приехал на базу: на встрече были все, кроме вратаря Александра Филимонова, который на подобные встречи старался не ходить. Романцев догадывался о тактической расстановке сборной Украины и плане на игру, поэтому больше раздумывал не над стартовым составом соперника, а над тем, как сдержать главную звезду украинской сборной — Андрея Шевченко, который сделал хет-трик в игре за «Милан» против «Лацио» в матче 5-го тура чемпионата Италии (ничья 4:4). Российский тренер, никогда не придерживавшийся принципа персональной опеки и выступавший за принцип зонной защиты, сделал выбор не в пользу ожидаемых Алексея Смертина и Дмитрия Хлестова, а в пользу Юрия Дроздова, который всего один раз выходил в стартовом составе сборной. Дмитрий Хлестов опекал Сергея Реброва, а Виктор Онопко и Алексей Смертин отвечали за контроль Сергея Скаченко. Остроту атаки обеспечивали пять полузащитников, которым постоянно помогал Алексей Смертин, а на острие был выдвинут Александр Панов.

### Украина

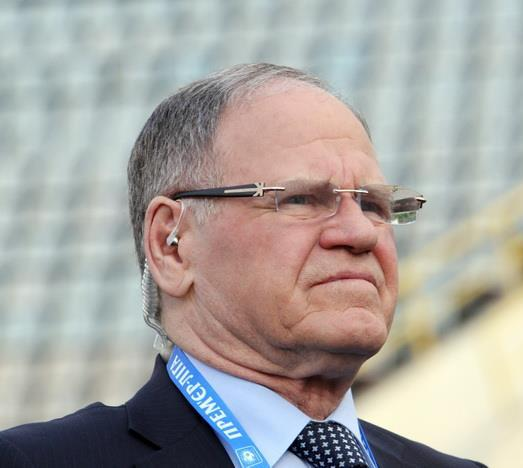
Йожеф Сабо, главный тренер сборной Украины

Сборная Украины начала турнир намного лучше, выиграв три своих первых матча в 1998 году, причём дебютная встреча состоялась 5 сентября 1998 года на стадионе «Олимпийский» в Киеве именно против России. Российская команда перед той игрой была ослаблена отсутствием игроков московского «Спартака» в связи с конфликтом тренировавшего тогда московский клуб Олега Романцева и действовавшего тренера сборной Анатолия Бышовца. Команда была также морально подавлена в связи с серьёзной задержкой рейса из Внуково в Киев и паникой Бышовца, вызванной слухами о возможной утечке информации в штаб украинской сборной и сдаче матча четырьмя российскими игроками. Украинский состав тренер Йожеф Сабо подбирал, советуясь с тренером киевского «Динамо» Валерием Лобановским, однако в сентябрьской встрече пошёл наперекор его рекомендациям и поставил в состав Сергея Скаченко. В итоге украинская сборная выиграла со счётом 3:2 у россиян благодаря голам Сергея Попова, Скаченко и Реброва, а у сборной России в той встрече отличились Евгений Варламов и Виктор Онопко. При этом по ходу игры с поля за фол последней надежды был удалён вратарь сборной России Дмитрий Харин, а в российские ворота был назначен пенальти, который реализовал Ребров. Игра была ознаменована скандальным поведением российских болельщиков, которые во время исполнения гимна Украины демонстративно уселись на сидения, а при счёте 2:0 кинули дымовую шашку в сектор украинских болельщиков и затеяли драку с киевским ОМОНом. После этой встречи Украина одержала гостевую победу над Андоррой и домашнюю над Арменией с одинаковым счётом 2:0, уйдя на зимний перерыв в лидерах турнирной таблицы. 1999 год сборная Украины начала с гостевой нулевой ничьи против Франции, затем последовали домашняя ничья с Исландией (1:1), домашняя победа над Андоррой 4:0 и нулевая ничья в гостях с Арменией. В сентябре украинцы победили Исландию в гостях 1:0 и сыграли дома вничью с французами 0:0. Перед решающим туром они возглавляли турнирную таблицу, имея всего на одно очко больше, чем сборные России и Франции, а за весь отборочный цикл пропустили всего три гола (в том числе два — от России в Киеве) и не потерпели ни единого поражения. Однако ни Украина, ни Россия, ни Франция не гарантировали себе досрочно выход на Евро-2000.
8 октября молодёжная и основная сборные Украины вылетели из аэропорта «Борисполь» в Москву, где украинская «молодёжка» должна была провести матч с Россией за право сыграть в стыковых матчах отбора на молодёжный чемпионат Европы (игра завершилась проигрышем украинцев со счётом 0:2). Валерий Лобановский, сославшись на проблемы со здоровьем, в составе украинской делегации в Москву в тот день не полетел, отложив поездку на 9 октября вместе с Григорием Суркисом. Украинская сборная прибыла в 12:30 во Внуково, проведя вечером закрытую тренировку в «Лужниках». Из-за перелома руки, полученного на тренировке в Киеве, в команду не был заявлен Роман Максимюк, а Юрий Максимов из-за безответственных действий своего клуба «Вердер» прилетел в Москву позже других. Игроки и тренерский штаб Украины отказывались от общения с прессой вплоть до самого матча. Состав сборной Украины на матч против России был довольно предсказуемым, поскольку Йожеф Сабо не только делал ставку в течение всего отборочного цикла преимущественно на костяк киевского «Динамо» и не отступил от своего принципа (шесть игроков стартового состава перед игрой с Россией были действовавшими игроками киевского «Динамо», а оставшиеся пять — бывшими «динамовцами»), но и досконально знал игру сборной России. Однако на игру Сабо выбрал сугубо оборонительную тактику 5-2-3, отведя в защиту четверых «динамовцев» и игрока львовских «Карпат» Сергея Мизина, чтобы обеспечить численное большинство в центре обороны и помочь голкиперу Александру Шовковскому. В нападение вышла связка оттянутых нападающих в лице Андрея Шевченко и Сергея Реброва и выступавший на острие атаки Сергей Скаченко из «Меца», причём выход последнего стал сюрпризом для прессы. Нападающие должны были отрабатывать и в полузащите, помогая номинальным полузащитникам Юрию Максимову из «Вердера» и Андрею Гусину из «Динамо», а при атакующих действиях в середину поля должны были выходить защитники, чтобы сдержать насыщенную линию полузащиты сборной России. Решение поставить всего двух номинальных полузащитников считалось достаточно рискованным. Ожидалось, что Шевченко — главная звезда украинской сборной — при розыгрыше стандартных положений будет навешивать на переднюю штангу, куда шли центральные защитники и головой перебрасывали мяч на дальнюю штангу.

## Предматчевые расклады
Турнирная таблица перед туром
|    | Команда  | И | В | Н | П | ГЗ | ГП | +/- | Очки |
| -- | -------- | - | - | - | - | -- | -- | --- | ---- |
| 1. | Украина  | 9 | 5 | 4 | 0 | 13 | 3  | +10 | 19   |
| 2. | Россия   | 9 | 6 | 0 | 3 | 21 | 11 | +10 | 18   |
| 3. | Франция  | 9 | 5 | 3 | 1 | 14 | 8  | +6  | 18   |
| 4. | Исландия | 9 | 4 | 3 | 2 | 10 | 4  | +6  | 15   |
| 5. | Армения  | 9 | 1 | 2 | 6 | 5  | 15 | −10 | 5    |
| 6. | Андорра  | 9 | 0 | 0 | 9 | 3  | 25 | −22 | 0    |

Перед последним туром Украина возглавляла турнирную таблицу с 19 очками и разницей мячей «+10», опережая Францию и Россию (по 18 очков у каждой команды), но разрыв в очках не гарантировал ни одной из трёх сборных выход хотя бы в стыковые матчи. Россия опережала Францию благодаря лучшей разнице забитых и пропущенных мячей («+10» у россиян против «+6» у французов), поскольку по личным встречам у команд был паритет (команды обменялись гостевыми победами 3:2).
- Победитель матча Россия — Украина занимал первое место и получал почти гарантированно прямую путёвку на Евро-2000 вне зависимости от того, как завершится параллельная встреча Франции и Исландии. В случае победы России Франция могла выйти на первое место и опередить Россию только благодаря крупной победе над Исландией, причём разница забитых и пропущенных мячей у французов должна была бы составить на 5 мячей больше, чем разница у россиян в параллельном матче.
- Проигравший матча Россия — Украина терял возможность попасть на Евро-2000 напрямую. Но если для россиян поражение закрывало дорогу на чемпионат Европы окончательно, то у Украины в случае проигрыша был шанс выйти в стыковые матчи — если бы Франция потеряла очки с исландцами, Украина обошла бы её по разнице забитых и пропущенных мячей, так как в обеих личных встречах между украинцами и французами не было забито ни одного гола.
- В случае ничьи в матче Россия — Украина приобретал особое значение результат параллельной встречи. Победа Франции была бы в таком случае на руку Украине, выводя украинцев в стыковые матчи, а французов — на первое место. Россиян же могла устроить ничья или победа Исландии, причём в случае победы Исландии французы оставались бы за бортом турнира, а если бы Украина выиграла и московскую встречу, то именно Исландия выходила бы в стыковые матчи[37].

## Подготовка к игре

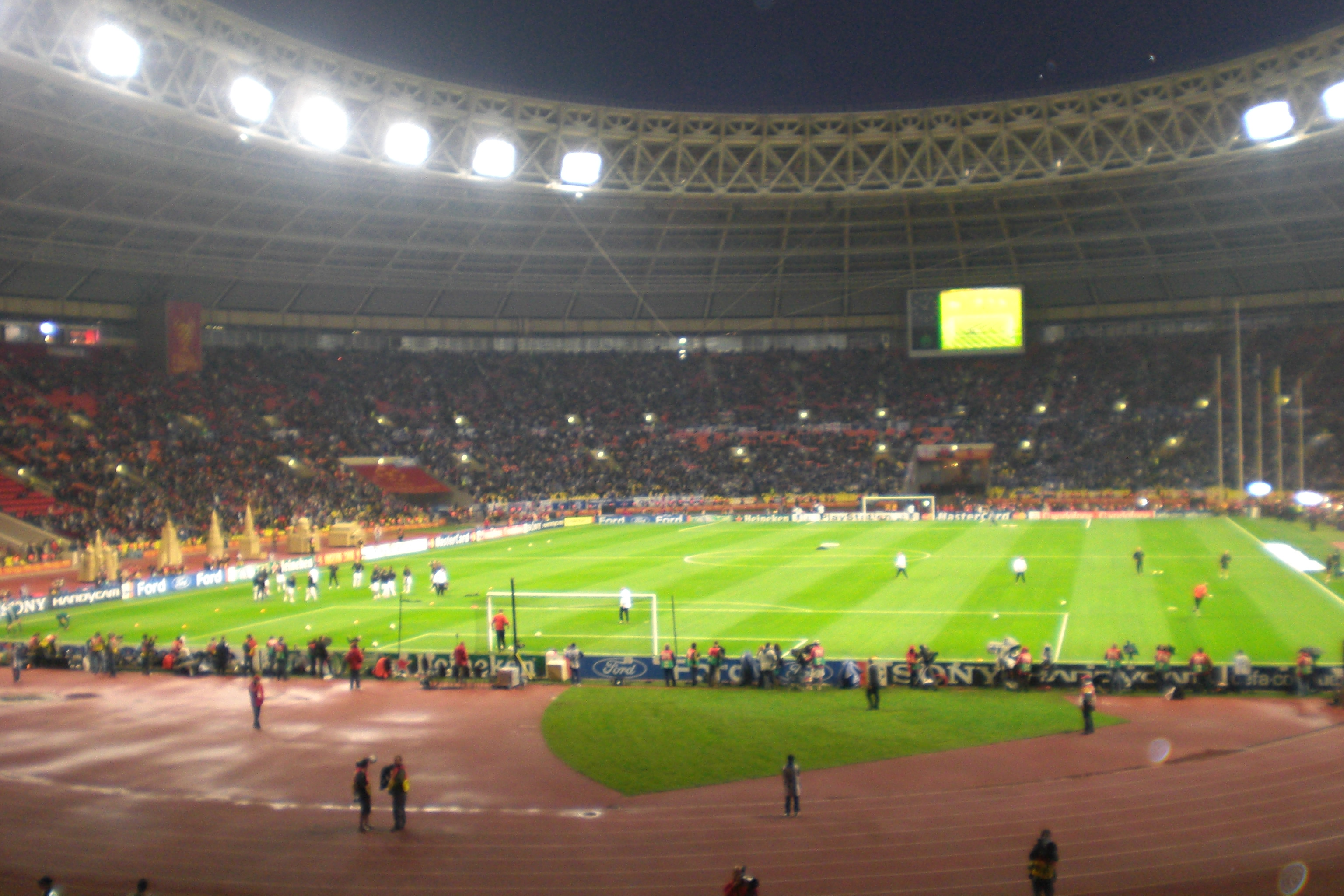
Стадион «Лужники», на котором прошёл матч

### Ажиотаж со стороны зрителей и прессы
Игра вызвала повышенный зрительский интерес, поскольку встречались сборные двух соседних стран, ранее входивших в состав СССР и имевших общую историю, в том числе и историю принципиального футбольного противостояния на уровне клубов в рамках чемпионатов и кубков СССР. В турнирном плане важность игры была настолько большой, что её называли «матчем века». Ажиотаж накануне игры был очень велик, и в тот день на улицах Москвы шли разговоры о матче среди людей всех возрастов, причём не только любителей футбола, но и тех, кто к футболу никакого отношения не имел. Все билеты на матч были раскуплены ещё задолго до дня его проведения и перепродавались «с рук» по цене минимум в 3-4 раза больше номинальной, а цена на VIP-места достигала 600 долларов США. На матч были аккредитованы около 500 журналистов: 250 представителей печатных изданий, около 100 сотрудников телекомпаний, 34 корреспондента радиостанций и 110 фотографов. Из иностранцев аккредитации получили, помимо украинских, французские, немецкие, венгерские, армянские, эстонские, итальянские, испанские, датские и алжирские журналисты.
Усиливала ажиотаж политическая составляющая часть этой игры: российская газета «Советский спорт» вышла с резонансным заголовком «Бей, Хохлов, держи, Хлестов, не пропускай, Филимонов, Спасай Россию!», где два первых и два последних слова были напечатаны многократно более крупным шрифтом, в итоге получался лозунг «Бей хохлов, спасай Россию!», являющийся очевидной отсылкой на известный лозунг русских черносотенцев и фашистов «бей жидов — спасай Россию». Дмитрий Хохлов, чью фамилию упомянули в заголовке, позже раскритиковал подобную идею. В связи с грядущими президентскими выборами на Украине все кандидаты на должность были заинтересованы в победе украинской сборной: для действовавшего главы Леонида Кучмы победа украинской сборной могла хоть как-то оправдать дальнейшее пребывание Григория Суркиса на посту главы ПФЛ и Валерия Пустовойтенко на посту президента Федерации футбола Украины. На этих спортивных деятелей возлагали вину в том, что в сезоне 1999/2000 все украинские футбольные клубы вылетели из Кубка УЕФА, а киевское «Динамо» показывало крайне невзрачную игру в Лиге чемпионов УЕФА. При этом тренер украинцев Йожеф Сабо любую политическую подоплёку отрицал. Хотя российская сборная дала достаточно большую фору противникам на старте отборочного турнира, пресса ждала победы России, которую можно было бы расценить как сенсацию, поскольку команда бы в таком случае финишировала на первом месте в группе.
Правами на показ матча обладали российский телеканал ОРТ и украинский Первый канал УТ-1. На телеканале ОРТ выходили анонсы матча, авторы которых были абсолютно уверены в победе сборной России. Перед стартом матча на ОРТ был намечен показ документального фильма на футбольную тему, в 19:00 там же должен был пройти 40-минутный предматчевый телемост Москва — Киев с участием звёзд футбола прошлых лет и политических деятелей, а в 23:00 по ТВЦ должна была выйти программа, посвящённая итогам матча. Комментаторами матча на ОРТ были назначены Виктор Гусев и Андрей Голованов, а на Первом канале Украинского телевидения — Сергей Дерепа. Показ матча в Киеве и Севастополе планировалось осуществить на больших телеэкранах, специально установленных для этой цели (в Киеве экран установили на площади Независимости).

### Меры предосторожности
Параллельно в тот же день в Москве проходил матч отборочного тура на молодёжный чемпионат Европы 2000 года между российской и украинской командами, который также служил и отбором европейских команд на Олимпиаду в Сиднее. Перед матчами молодёжных и основных сборных были приняты беспрецедентные меры безопасности, вызванные терактами в Москве и Волгодонске, а также опасностью повторения беспорядков в Киеве в 1998 году. Киевский вокзал был оцеплен сотрудниками милиции и ОМОНа, а украинскую делегацию перед матчем отправили в трёхчасовую автобусную экскурсию по Москве. Всего в Москву, по неофициальным данным, прибыло порядка 10 тысяч украинских болельщиков. После обеда желающим разрешили прогуляться по городу, но с призывом соблюдать крайнюю осторожность. В частности, делегация украинских журналистов встретила группу российских ультрас, которые, однако, не заподозрили ничего и прошли мимо. За два часа до начала матча группа московских фанатов чуть не перевернула автобус, а перед матчем молодёжных сборных в автобус украинской команды были брошены две бутылки, одна из которых попала в корпус, а другая разбила окно. Официально московской милицией утверждалось, что серьёзных инцидентов зафиксировано не было, но факты говорили об обратном. Так, у стадиона «Динамо» 52 киевских ультрас оторвались от милицейской охраны и чуть не передрались с российскими фанатами, коих насчитывалось около 300 человек; в районе Ленинградского проспекта в результате драки российских и украинских болельщиков один из украинцев, 30-летний харьковчанин Юрий Байдужный, получил несколько ударов бутылкой по голове и лишился двух пальцев. Перед игрой всех болельщиков проверяли на наличие запрещённых к проносу предметов с помощью металло- и миноискателей, а также при помощи специально обученных собак — чтобы попасть на стадион, необходимо было пройти минимум 8-9 милицейских кордонов. Охрану болельщиков сборной Украины в течение всего матча обеспечивали ОМОНовцы.
В течение всего матча шёл дождь. Всего за игрой наблюдали 84 тысячи зрителей на стадионе, что было на тот момент рекордом «Лужников» — около 90 % болельщиков составляли болельщики сборной России, остальную долю составляли около 7 тысяч болельщиков сборной Украины из Киева, Львова, Харькова, Донецка, Днепропетровска и других городов. Предоставленный украинцам сектор D1 был занят множеством россиян, что приводило к кратковременным схваткам между фанатами. На матче присутствовали такие высокопоставленные персоны, как премьер-министр России Владимир Путин, премьер-министр Украины Валерий Пустовойтенко, мэр Москвы Юрий Лужков, президент ПФЛ Григорий Суркис, спикер Государственной Думы Геннадий Селезнёв, лидер ЛДПР Владимир Жириновский и другие.

### Прогнозы
Российские футболисты, тренеры и знаменитости единодушно отдавали предпочтение российской сборной перед матчем. Так, по опросам газеты «Спорт-Экспресс» среди 50 человек (обычных людей и знаменитостей) касаемо исхода матча 23 человека (46 %) отдали предпочтение перед матчем российской сборной, 26 человек (52 %) высказались о шансах как о равных, и только один человек (2 %) отдал предпочтение Украине. Букмекеры аналогично единогласно отдавали предпочтение российской команде, причём в некоторых букмекерских конторах шансы России на победу оценивались вероятнее, чем шансы Украины на ничью и собственную победу вместе взятые; в качестве авторов голов наиболее вероятными назывались Валерий Карпин, Александр Панов, Сергей Ребров и Андрей Шевченко. На сайте 90min.com компьютерная программа, проанализировав физические и технические возможности игроков из заявок обеих сборных, автоматически определила тактику и расстановку обеих сборных в матче и предсказала итоговую победу России со счётом 2:1 — ожидалось, что голы забьют Тихонов, Шевченко и Титов, причём Шовковский отразит удар Тихонова с 11-метровой отметки. Министр спорта России Борис Иванюженков пообещал выплатить российским игрокам финансовый бонус в случае победы над Украиной. Французские игроки и тренерский штаб в связи с турнирными раскладами также выразили надежду на победу России, поскольку не были уверены в том, что добьются успеха в личной встрече с Исландией и даже опасались возможного «договорного матча» в Москве.
Украинская сторона была также уверена в успехе своей сборной. Главный тренер «жёлто-голубых» Йожеф Сабо уверял, что украинская сборная в Москве как минимум не проиграет, украинские легионеры из клубов чемпионата России тоже предсказывали победу украинской сборной или ничью. Многие тренеры предрекали успех Украине: так, в перерыве матча молодёжных сборных России и Украины в пресс-баре тренер ФК «Черкассы» Владимир Мунтян заявил, что хотя украинской молодёжной сборной победа уже не светит (команда Украины проиграла 0:2, пропустив оба мяча в первом тайме), в матче основных сборных будет результативная ничья, а решающим фактором станет тактика обоих тренеров. Наставник запорожского «Металлурга» Мирон Маркевич считал, что сборная Украины россиянам не уступает ни в чём и что ничья вполне устроит Украину. Отмечая в качестве основного преимущества российской сборной наличие игроков «Спартака» (в том числе и Александра Филимонова на позиции вратаря), Маркевич говорил о более сильной защите и нападении у украинской команды.

## Игра

### Первый тайм
Игра началась в 20:00 по московскому времени. В первые 10 минут украинская сборная действовала достаточно уверенно и создала несколько моментов, активно идя в отбор. Так, уже на 8-й минуте после ошибки Дмитрия Хлестова при передаче назад мяч перехватил Сергей Скаченко, который не сумел сделать передачу на открытого Сергея Реброва. Вскоре Россия перехватила инициативу благодаря контролю мяча и мощной линии полузащиты, после чего с 10-й по 13-ю минуты создала минимум четыре момента: сначала после выхода Дмитрия Хохлова один на один и добивания Андрея Тихонова оба удара парировал Александр Шовковский, через минуту у Егора Титова не получился прострел после паса Хохлова, а на 13-й минуте после фола Андрея Гусина против Дмитрия Аленичева тот же Хохлов со штрафного попал в стенку. В параллельной встрече на 17-й минуте Франция открыла счёт.
Главная звезда украинской сборной, Андрей Шевченко, в течение почти всей встречи не был особо заметен, вследствие чего украинская команда создала не так много моментов в первом тайме. На 21-й и 30-й минутах Сергей Ребров трижды имел возможности для удара, но всякий раз не попадал в створ — в одном случае ему мешали сразу четверо игроков, вследствие чего Ребров пробил рядом со штангой, а в другом случае он после флангового навеса, оставшись без опеки, пробил головой выше ворот. На 31-й минуте после навеса Шевченко удар Мизина заблокировал Онопко. В целом украинская команда без борьбы проиграла центр поля, когда полузащита стала прогибаться перед российской атакой — в течение всего матча полузащита «жёлто-синих» выглядела беспомощно. Защита гостей, напротив, действовала чётко и грамотно, подступы к штрафной площадке были перекрыты компактно расположенной, но при этом плотной и мобильной обороной. Из-за этого, в частности, миниатюрный Александр Панов не мог использовать свою высокую скорость и не был в той форме, в какой был на матче против Франции в июне. Впрочем, в конце первого тайма в течение 5 минут у украинских ворот возникли четыре момента. Так, сначала на 35-й минуте удар Хохлова парировал Шовковский, переведя мяч на угловой, а чуть позже Хохлов попал в штангу. Затем на 37-й минуте после комбинации Андрея Тихонова и Дмитрия Аленичева в прыжке Александр Панов пробил головой выше пустых ворот, а на 38-й минуте удар головой Титова пришёлся рядом со штангой.
Уставшего Скаченко, который на 40-й минуте в борьбе с Онопко вошёл в штрафную и пробил выше ворот, минутой позже заменил Владимир Микитин, расположившийся на левом фланге обороны. Юрий Дмитрулин после этой замены перешёл на позицию опорного полузащитника. Вплоть до самого перерыва Алексей Смертин находился на позиции стоппера и тщательно присматривал за игравшим в его зоне нападающим Скаченко, получив свободу действий только после замены украинского форварда на Микитина. Параллельно по ходу матча сообщалось о ходе матча Исландии и Франции: французы к перерыву вели 2:0. Всего в первом тайме команды отыграли 46 минут 13 секунд.

### Второй тайм

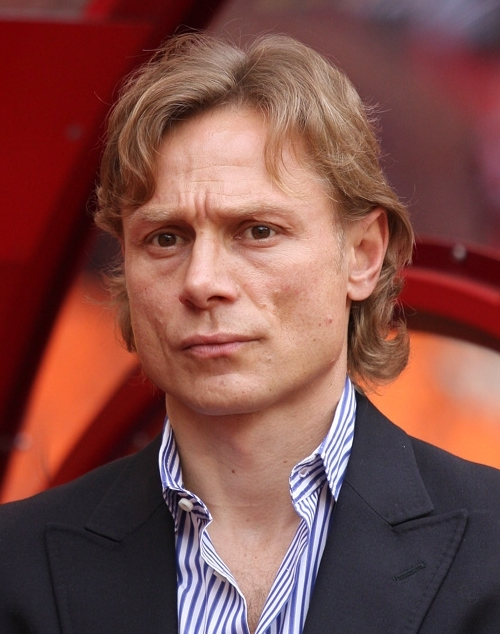
Валерий Карпин, автор гола сборной России

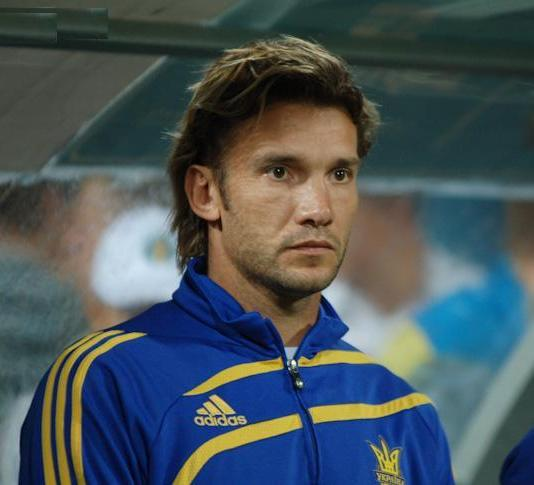
Андрей Шевченко, автор гола сборной Украины

Второй тайм начался снова атаками украинской команды, а судья на 49-й минуте показал единственную в игре жёлтую карточку, которую получил за грубую игру Дмитрий Хлестов. Россияне быстро перевели игру на чужую половину — уже на 53-й минуте с правого фланга комбинация с участием Валерия Карпина и Егора Титова завершилась ударом Дмитрия Аленичева с 12 м выше ворот, а двумя минутами позже Александр Панов после атаки Титова и Аленичева с острого угла пробил в Шовковского. Украинская команда вынуждена была ограничиваться контратаками — вышедший на замену Микитин не создавал остроты, что позволило Смертину переходить на фланги, помогая партнёрам и совершая перехваты, а также начинать атаки. Обострял игру у ворот Филимонова только Андрей Шевченко, пробивая штрафные, но не достигая успеха. На 56-й минуте диктор объявил, что Исландия сравняла счёт в матче с Францией, что подстегнуло Россию к более активным действиям, и тут же вместо Андрея Тихонова вышел второй нападающий Владимир Бесчастных, поскольку Романцев искал свежего игрока для нападения. Это нарушило созидательную игру сборной, поскольку на левом фланге пропала острота, а Бесчастных не мог наладить атакующую игру. Одна из редких контратак гостей обернулась выходом Андрея Гусина и Сергея Реброва на Виктора Онопко, который в одиночку сумел прервать атаку украинцев. На 71-й минуте Франция забила третий гол, что поставило под угрозу перспективы выхода сборной России на Евро-2000. Украинцы же продолжали контратаковать.

#### Гол Карпина
На 75-й минуте английский арбитр Эллерей назначил очень спорный штрафной на расстоянии 21 м от ворот гостей возле самой штрафной площади. Украинские журналисты утверждают, что никто из игроков украинской сборной не фолил, российские журналисты также затрудняются определить, против кого из российских игроков вообще мог быть совершён фол (по версии газеты «Спорт-Экспресс», штрафной заработал Аленичев, по версии комментаторов ОРТ Гусева и Голованова — Панов). К мячу подошёл Валерий Карпин: ошибка Александра Шовковского при расстановке игроков привела к тому, что после пушечного удара Карпина мяч рикошетом от Александра Головко, стоявшего в стенке, залетел в украинские ворота, а Шовковский не видел момент удара и мяч достать не мог. Открыв счёт в матче, Карпин забил свой шестой гол в отборочном цикле, побив рекорд по числу голов одного игрока за отборочный цикл в составе сборных СССР и России и обойдя в этом плане Олега Блохина, Олега Протасова и Игоря Колыванова, у каждого из которых было по пять мячей. После гола российские болельщики на радостях запустили в воздух четыре ракеты.
В течение следующих 12 минут сборная России лидировала в счёте и удерживала 1-е место в группе, тем самым выходя напрямую на Евро-2000. На 76-й минуте Йожеф Сабо пошёл ва-банк и выпустил ещё двух игроков — Сергея Ковалёва и Геннадия Мороза вместо Юрия Дмитрулина и Юрия Максимова. Романцев ответил на 80-й минуте выходом Сергея Семака вместо не проявившего себя Александра Панова. Эта замена одновременно преследовала задачи укрепить оборону и восстановить атакующую мощь, чтобы команда не прижималась в последние минуты матча к своим воротам. У россиян было несколько моментов, которые можно было реализовать: один такой возник на 78-й минуте, когда Дмитрий Аленичев вывел Владимира Бесчастных на ударную позицию, но тот пробил в Шовковского. Украинцы же совершали дальние навесы, которые не представляли опасности для российской обороны.
В эти минуты генеральному директору Первого канала Константину Эрнсту поступил звонок от Сергея Медведева, пресс-секретаря президента России Бориса Ельцина. По словам Медведева, Ельцин просил, чтобы диктор поздравил российскую команду «с победой и выходом на чемпионат Европы»: хотя Эрнст уговаривал не делать преждевременных заявлений, Медведев настоял. Эрнст пытался дозвониться до комментатора, когда шла 88-я минута матча, на которой Алексей Смертин в безобидной ситуации сбил Сергея Мизина. В результате этого нарушения на левом фланге был назначен штрафной. Телекомментатор и бывший вратарь Владимир Маслаченко говорил, что в этот момент почувствовал, что сейчас будет забит гол.

#### Эпизод Шевченко — Филимонов

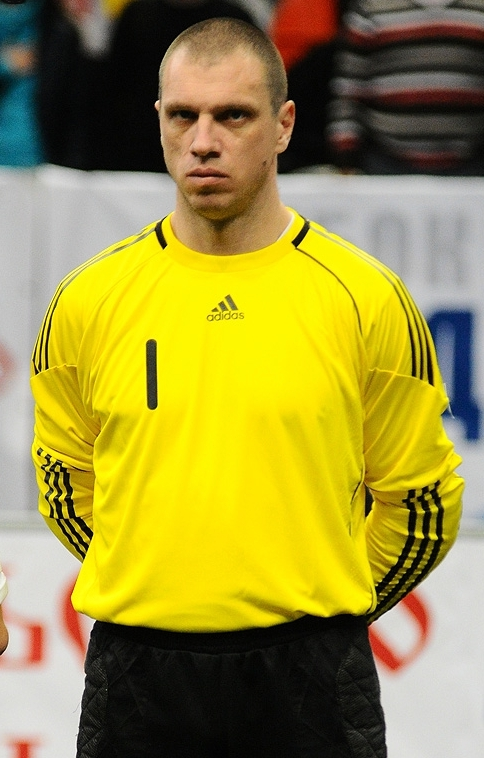
Александр Филимонов, совершивший ошибку в конце встречи

Штрафной был назначен на левом фланге примерно в 40 метрах от ворот (позже эту точку украинская пресса называла «точкой Шевченко») и в принципе особой угрозы не представлял. Андрей Шевченко, который за всю игру не сумел создать ни одного опасного момента, поскольку ему всячески мешал Юрий Дроздов, не пошёл в штрафную площадь вопреки указаниям Сабо, а решил пробить сам, выразив полную уверенность в успехе. В стенке стояли Юрий Дроздов и Дмитрий Аленичев. Своим ударом Шевченко отправил мяч в центр вратарской площадки, где навес пытался замкнуть Олег Лужный, сдерживаемый российскими защитниками. Александр Филимонов, который ожидал, что мяч полетит на ближнюю штангу, преждевременно вышел из ворот, а затем, пытаясь поймать мяч, выронил его из рук — и скользкий мяч с отскоком от газона залетел в ворота. Счёт стал 1:1, что шокировало всех болельщиков на стадионе, а Шевченко побежал праздновать гол к запасным игрокам и тренерскому штабу во главе с Йожефом Сабо. Газета «Спорт-Экспресс» записала этот мяч как автогол Филимонова, однако официально эпизод был признан как гол Андрея Шевченко, до этого не забившего ни одного мяча в матчах квалификационной группы Евро-2000.
Согласно мнению ряда футбольных специалистов, Филимонов допустил грубейшую ошибку, от которой отучают вратарей во всех футбольных школах. Если в подобной ситуации мяч летит в сторону ворот, а вратарь, выбравший неудачную позицию, отступает назад, то мяч нельзя ловить ни в коем случае — его надо именно отбивать. Филимонов в этот момент утратил подобный рефлекс, начав пятиться назад, и необъяснимым способом пропустил гол. Сам Александр спустя несколько лет в интервью объяснил, что ждал «передачу пониже» и двинулся вперёд, но в этот момент мяч начал зависать, а вратарь попятился назад и слишком поздно осознал свою ошибку. Он попытался поймать мяч, но не сумел этого сделать — по словам Филимонова, лучшим вариантом в такой ситуации было бы просто не двигаться во время удара. Дмитрий Хохлов утверждал, что в выборе между вариантами «поймать» или «выбить» голкипер запутался, не успев в итоге сделать выбор, а Александр Ширко предположил, что Филимонов не хотел переводить мяч на угловой со стандарта и попытался поймать мяч, однако при такой траектории полёта у вратаря не было шансов.

#### После пропущенного гола
В оставшееся время, несмотря на шок, россияне пошли всеми силами к воротам Украины. Даже несмотря на пропущенный гол, Россия имела ещё теоретические шансы на 2-е место — ещё не закончился параллельный матч между Францией и Исландией, где был счёт 3:2, но один гол исландцев мог принести Исландии ничью и оставить Россию на 2-м месте в турнирной таблице. Судья компенсировал 4 минуты, и на первой добавочной минуте Андрей Шевченко получил ещё один шанс пробить штрафной примерно с той же точки, откуда он забил свой мяч. На этот раз Филимонов вытащил мяч из-под перекладины. Спасительный для России гол мог забить Дмитрий Хохлов в самом конце встречи после навеса Дмитрия Аленичева, когда мяч попал на линию штрафной (примерно на отметку в 13 м), но удар россиянина с левой ушёл выше ворот, поскольку с левой Хохлов почти не бил. В итоге за 4 компенсированные минуты при общем времени второго тайма в 49 минут россияне не успели вырвать победу, а Франция удержала нужный для себя счёт. Перед свистком Дэвида Эллерея диктор объявил о том, что Франция выигрывает свою встречу со счётом 3:2, а после завершения матча в Москве стало ясно, что сборная России не выходит на Евро-2000. Уже после игры по распоряжению дирекции стадиона «Лужники» те самые ворота, которые защищал Александр Филимонов во втором тайме, были распилены на мелкие куски.

## Итоговый отчёт
| 9 октября 1999 20:00 UTC+4 | \| Россия \| 1 : 1 \| Украина \| \| Валерий Карпин 75′ \| Голы \| 88′ Андрей Шевченко \| | Стадион: «Лужники», Москва Зрителей: 78 600 Судья: Дэвид Эллерей |
| Отчёт                      |                                                                                          |                                                                  |
| Россия                     | 1 : 1                                                                                    | Украина                                                          |
| Валерий Карпин 75′         | Голы                                                                                     | 88′ Андрей Шевченко                                              |

| Россия | Украина |

| РОССИЯ:         |    |                     |     |     |
|                 |    |                     |     |     |
| ВР              | 1  | Александр Филимонов |     |     |
| ЗЩ              | 2  | Дмитрий Хлестов     | 49' |     |
| ПЗ              | 3  | Дмитрий Хохлов      |     |     |
| ЗЩ              | 4  | Алексей Смертин     |     |     |
| ПЗ              | 5  | Дмитрий Аленичев    |     |     |
| ЗЩ              | 6  | Юрий Дроздов        |     |     |
| ЗЩ              | 7  | Виктор Онопко       |     |     |
| ПЗ              | 8  | Валерий Карпин      |     |     |
| ПЗ              | 9  | Егор Титов          |     |     |
| НП              | 10 | Александр Панов     | 80' |     |
| ПЗ              | 11 | Андрей Тихонов      | 62' |     |
| Замены:         |    |                     |     |     |
| ВР              | 12 | Руслан Нигматуллин  |     |     |
|                 | 13 | Максим Деменко      |     |     |
| НП              | 14 | Владимир Бесчастных |     | 62' |
|                 | 15 | Александр Ширко     |     |     |
|                 | 16 | Игорь Яновский      |     |     |
|                 | 17 | Игорь Чугайнов      |     |     |
| ПЗ              | 18 | Сергей Семак        |     | 80' |
| Главный тренер: |    |                     |     |     |
| Олег Романцев   |    |                     |     |     |

| УКРАИНА:   |    |                      |     |     |
|            |    |                      |     |     |
| ВР         | 1  | Александр Шовковский |     |     |
| ЗЩ         | 2  | Олег Лужный          |     |     |
| ЗЩ         | 3  | Сергей Мизин         |     |     |
| ЗЩ         | 4  | Александр Головко    |     |     |
| ЗЩ         | 5  | Владислав Ващук      |     |     |
| ПЗ         | 6  | Юрий Дмитрулин       | 76' |     |
| ПЗ         | 7  | Юрий Максимов        | 77' |     |
| ПЗ         | 8  | Андрей Гусин         |     |     |
| НП         | 9  | Сергей Скаченко      | 41' |     |
| НП         | 10 | Андрей Шевченко      |     |     |
| НП         | 11 | Сергей Ребров        |     |     |
| Замены:    |    |                      |     |     |
| ВР         | 12 | Вячеслав Кернозенко  |     |     |
|            | 13 | Сергей Коновалов     |     |     |
| НП         | 14 | Геннадий Мороз       |     | 77' |
| НП         | 15 | Сергей Ковалёв       |     | 76' |
|            | 16 | Александр Коваль     |     |     |
|            | 17 | Сергей Кормильцев    |     |     |
| ЗЩ         | 18 | Владимир Микитин     |     | 41' |
| Тренер:    |    |                      |     |     |
| Йожеф Сабо |    |                      |     |     |

### Статистика команд
| Россия  | Показатели                | Украина |
| ------- | ------------------------- | ------- |
| 1       | Голы                      | 1       |
| 22      | Удары по воротам          | 10      |
| 8       | Удары в створ ворот       | 5       |
| 12      | Удары из-за штрафной      | 4       |
| 10      | Удары в пределах штрафной | 6       |
| 6       | Голевые моменты           | 2       |
| 16,67 % | Реализация                | 50 %    |
| 10      | Угловые                   | 2       |
| 12      | Штрафные                  | 9       |
| 0       | Положения вне игры        | 1       |
| 13      | Фолы                      | 13      |

## После игры

### Тренеры
Главный тренер российской сборной Олег Романцев после игры возвращался в подтрибунное помещение молча, ничего не говоря. На пресс-конференции он появился спустя 20 минут под оглушительные аплодисменты журналистов, но просил не задавать ему слишком много вопросов, ссылаясь на пережитый стресс после случившейся «катастрофы», как он назвал игру. По словам Романцева, его команда заслуживала победы, несмотря на провалы в обороне, и вынуждена была атаковать большими силами, невзирая на украинские контратаки. Он также заявил, что на эмоциях мог бы подать в отставку и прекратить тренерскую карьеру, но не готов к этому, поскольку должен успокоиться и подождать несколько дней, чтобы хладнокровно и адекватно всё оценить. Комментировать стартовый состав он не стал, кроме вопроса выбора между Александром Филимоновым и Русланом Нигматуллиным: последний на предматчевой тренировке был не в форме, и в этой ситуации позволить ему сыграть дебютный матч за сборную тренер не рискнул. После игры Романцев сказал, что в оставшееся до следующих официальных матчей время ещё успеет обдумать перспективы дальнейшего привлечения Филимонова. Он затруднился объяснить, почему Филимонов допустил такую ошибку, ответив, что не давал команде играть на удержание счёта после забитого гола — его команда пыталась сбить атакующий порыв сборной Украины, но до конца не преуспела в этом. Помощник Романцева Михаил Гершкович сказал, что Филимонов неуверенно играл до этого матча и за «Спартак», и за сборную, допустив серию ошибок в матче против Армении. При этом он заявил, что случившееся является следствием не плохой игры команды, а исключительно эмоциональной ошибки вратаря, допущенной неумышленно, и предположил, что Филимонова в последние минуты матча мог отвлечь кто-то из обслуживающего персонала, находившегося за его воротами во втором тайме. Уже после чемпионата Европы 2000 года Романцев заявил, что главным фрагментом турнира в его памяти навсегда останется пропущенный Филимоновым гол в игре против Украины.
Тренер украинской сборной Йожеф Сабо сказал, что в течение матча шёл открытый футбол и для сборной Украины всё могло закончиться плохо ещё к концу первого тайма: команда перед матчем «перегорела» и выстояла без проблем только первые 10 минут тайма, после чего по вине Максимова, Гусина и Скаченко у россиян стали появляться моменты. Во втором тайме тренер сумел внести коррективы в расстановку и тактику, вследствие чего явных шансов у сборной России не появлялось, а у Украины было несколько выгодных возможностей. Говоря об ответном голе, Сабо отметил большой талант Шевченко, неоднократно забивавшего подобные штрафные, и ошибку Филимонова как основные факторы. Сабо остался недоволен тем, что сборная Украины в конце турнира упустила первое место в группе и отдала его французам, однако одновременно выразил сожаление о том, что Россия не попала на Евро-2000 из-за провальной работы Анатолия Бышовца. По словам Йожефа Йожефовича, российскую команду, в которую уже никто не верил после третьего тура квалификации, смогли объединить только Михаил Гершкович, которого не было в штабе сборной при Бышовце, и Олег Романцев, причём если бы спартаковский тренер работал с командой с самого начала, россияне могли занять и первое место.

### Игроки
По словам игроков российской сборной (в частности, капитана сборной Виктора Онопко), в раздевалке после матча царила мёртвая тишина и игроки даже не слышали друг друга, находясь в полной прострации. К футболистам в раздевалку спустился премьер-министр Путин, высказав слова поддержки расстроенным игрокам. Главный антигерой встречи Александр Филимонов после матча не скрывал слёз, пытаясь извиниться перед игроками за случившееся. Позже он, по иронии судьбы, стал сверхпопулярной личностью, поскольку неоднократно получал предложения от ток-шоу и передач, в принципе не имевших отношения к футболу. Уже много позже в адрес Филимонова посыпалась критика и «полилась грязь», обоснованная и неудачной игрой «Спартака»: болельщики неоднократно припоминали ему гол от Шевченко даже во время игр чемпионата России, скандируя «Украина» или «Шевченко». После этого Филимонов наотрез отказался читать газеты и даже футбольные матчи стал смотреть без звука. В 2006 году вратарь в интервью газете «Спорт-Экспресс» говорил, что ему всё ещё припоминают этот инцидент. После матча «Спорт-Экспресс», оценивая игроков, поставил Филимонову «двойку» по 10-балльной системе, обвинив именно его в поражении, а лучшим игроком назвал Юрия Дроздова.
Однако по словам Валерия Карпина, забившего гол со штрафного, и Дмитрия Хохлова, который не реализовал несколько моментов, подобную ошибку в принципе мог допустить любой другой игрок, а второй раз Филимонов её не допустил бы. В частности, Карпин сказал, что виновата была вся команда, которая не реализовала до этого массу голевых моментов и не решила исход встречи ещё до её окончания. Александр Панов, говоря о матче, сказал, что испытывал настоящую обиду за то, что сборная не реализовала ряд моментов намного раньше и тем самым не добилась победы, но при этом был горд за выступление в сборной тех времён, поскольку команда почти выбралась из безвыходной ситуации, сложившейся после первых трёх туров и нуля очков в активе. По мнению Александра Панова, ошибке Филимонова способствовали, скорее всего, ослепившие его прожектора — в момент удара Филимонов мог не сразу увидеть мяч; в аналогичной ситуации, по словам Панова, он промахнулся в первом тайме после навеса Тихонова. С призывами поддержать Филимонова после случившейся катастрофы высказались Егор Титов, Андрей Тихонов и Руслан Нигматуллин — в частности, Тихонов сказал, что после игры никто не будет помнить промахи нападающих, а будут помнить именно ошибку вратаря. Титов же сказал, что не выстоял бы в той психологической ситуации, в какой оказался Филимонов.
Все украинские игроки были довольны результатом, поскольку он позволил их сборной продолжить борьбу в стыковых матчах за выход на Евро-2000: после матча они чуть ли не качали Андрея Шевченко. Владимир Путин также посетил украинскую раздевалку, пожав каждому игроку руку и даже лично переговорив с Андреем Шевченко по поводу забитого гола. Сам форвард «Милана» после матча сказал, что бил осознанно по воротам и специально вынудил Филимонова решить, что будет навес. В 2009 году перед жеребьёвкой стыковых матчей европейской зоны отбора чемпионата мира 2010 года Шевченко снова сказал, что бил осознанно, хотя отметил, что при таком штрафном ударе шансов забить было откровенно мало без учёта фактора ошибки вратаря. От «Спорт-Экспресса» Шевченко получил 7 баллов в качестве оценки выступления, а лучшим был признан именно Александр Шовковский, который получил оценку в 7,5 баллов за то, что отразил ряд опасных ударов. Сам Шовковский после игры сказал, что в эпизоде с пропущенным голом не смог спасти команду из-за рикошета от Головко, а по поводу ошибки Филимонова заявил, что хотя никто из «классных вратарей» не имеет права так ошибаться, подобный пропущенный гол может выбить любого вратаря из колеи. После матча Шовковский пытался поддержать Филимонова, на которого было просто «сложно смотреть после матча».

### Болельщики
Основные ощущения болельщиков сборной России представляли собой шок и недоумение от результата, поскольку победа была упущена за считанные минуты до конца игры. В момент гола Шевченко, по воспоминаниям болельщиков, по стадиону прокатился гул или скорее выдох, и «не было криков, ора или ругани, просто наступило молчание». При этом после матча группа раздосадованных российских болельщиков пыталась выместить свою злость на украинских фанатах, однако хулиганов задержали ОМОНовцы. Милиция сопроводила украинских болельщиков до автобусов, а украинская делегация доехала до Брянска, где милицейская охрана с ними распрощалась, пожелав удачи украинской сборной в стыковых матчах. Ничью на Украине встретили массовыми гуляниями в Киеве, Одессе, Харькове, Львове, Донецке и других городах: в Севастополе был установлен большой экран на набережной, где болельщики смотрели матч и праздновали гол Шевченко. Некоторые из украинских журналистов, находившихся в пресс-ложе, находились в экстазе: кто-то, по воспоминаниям корреспондента газеты «Команда», даже бился головой о металлический стол.
Российская пресса, благодаря сборную за самоотдачу в течение всего года и вернувшуюся к болельщикам надежду, подвергла остракизму Александра Филимонова как главного виновника того, что Россия не попала на Евро-2000. В последующий год в адрес Филимонова обрушилось колоссальное количество критики: как болельщики, так и пресса обвиняли исключительно его в ничейном результате, утверждая, что своей ошибкой он перечеркнул все свои прежние достижения; отчасти это сказалось и на карьере Филимонова, когда его пришлось продать из «Спартака». Однако вдова Льва Яшина Валентина Тимофеева после игры заявила, что виноваты в ничейном результате именно нападающие сборной России, которые не предрешили исход встречи заранее. Украинская же пресса не скрывала своего ликования по поводу результата, который позволил сборной Украины пройти хотя бы в стыковые матчи. Газета «Команда» в качестве символического ответа скандальному заголовку «Советского спорта» опубликовала статью под заголовком «Пей, Хохлов, конец России!», отметив, что именно в этом матче точки кипения достигло российско-украинское футбольное противостояние, а подобной поддержки со стороны болельщиков, как сборная России в «Лужниках», прежде не удостаивалась ни одна сборная. Газета «Киевские ведомости» писала, что украинские игроки продемонстрировали лучшие игровые качества и потрясающую волю к победе, а газета «Сегодня» заявила, что российскую команду погубила излишняя самоуверенность и недооценка способностей Андрея Шевченко. «Команда» к 25-летию со дня первой игры сборной Украины поставила этот матч на 3-е место в списке самых памятных.

## Итоги
Итоговая турнирная таблица
|    | Команда  | И  | В | Н | П  | ГЗ | ГП | +/- | Очки |
| -- | -------- | -- | - | - | -- | -- | -- | --- | ---- |
| 1. | Франция  | 10 | 6 | 3 | 1  | 17 | 10 | +7  | 21   |
| 2. | Украина  | 10 | 5 | 5 | 0  | 14 | 4  | +10 | 20   |
| 3. | Россия   | 10 | 6 | 1 | 3  | 22 | 12 | +10 | 19   |
| 4. | Исландия | 10 | 4 | 3 | 3  | 12 | 7  | +6  | 15   |
| 5. | Армения  | 10 | 2 | 2 | 6  | 8  | 15 | −7  | 8    |
| 6. | Андорра  | 10 | 0 | 0 | 10 | 3  | 28 | −25 | 0    |

Украина, вышедшая в стыковые матчи, потерпела в них поражение от сборной Словении с суммарным счётом 2:3 и не смогла попасть на Евро-2000. В первой, гостевой встрече в Любляне Миленко Ачимович воспользовался ошибкой Шовковского, который при розыгрыше свободного удара выбил мяч прямиком на словенца. Последний забил гол с 50 метров в пустые ворота, и Шовковский не успел достать мяч из ворот. В ответной встрече в Киеве Украина повела на 66-й минуте, когда пенальти реализовал Сергей Ребров, но на 77-й минуте Миран Павлин при розыгрыше штрафного, пробитого Златко Заховичем, после рикошета попал в пустые ворота и сравнял счёт. Попытки украинцев выйти вперёд не привели к дальнейшим результатам — на последней минуте в штрафную прибежал даже вратарь Александр Шовковский, но после розыгрыша углового словенцы отразили три подряд удара по воротам. Украинская пресса и болельщики сразу же обвинили в неудаче Шовковского, поскольку пропущенный им в Словении гол во многом предопределил исход двухматчевого противостояния; также отчасти из-за этого во время выступления Филимонова за киевское «Динамо» российскому вратарю болельщики не припоминали пропущенный в «Лужниках» гол.
По совпадению, в тот же день в отборочной группе 8 прямую путёвку на чемпионат Европы оспаривали Хорватия и Югославия в очной встрече на загребском стадионе «Максимир». Ажиотаж вокруг этого матча был не меньшим, чем вокруг игры в Москве, и игре придавалось не столько спортивное, сколько серьёзное политическое значение. Обеим командам нужна была победа для прямого выхода из группы, однако хозяева сыграли вничью 2:2 и лишились не только прямой путёвки на Евро, но и даже стыковых матчей. Самым главным совпадением стал тот факт, что при счёте 1:1 вратарь хорватской сборной Дражен Ладич после навеса от Синиши Михайловича и удара Деяна Станковича точно так же выронил мяч прямо из рук в сетку. Выход Югославии на Евро состоялся благодаря ничьей в параллельном матче между Македонией и Ирландией (1:1).
Спустя 8 лет сборная России снова оказалась в похожей ситуации: после невнятного старта в отборочном турнире к Евро-2008 команда сумела дома обыграть главного конкурента из первой корзины, Англию со счётом 2:1 (причём ажиотаж перед домашней игрой с англичанами не уступал ажиотажу перед игрой с Украиной), но в принципиально важном матче предпоследнего тура против Израиля сенсационно проиграла со счётом 1:2 и утратила почти все шансы на выход на Евро-2008 — в конце встречи при счёте 1:1 Дмитрий Сычёв при выходе один на один попал в штангу, вследствие чего пресса намекала на ошибку Филимонова, проводя негласную аналогию. Однако, в отличие от событий 1999 года, российская сборная квалифицировалась на чемпионат Европы 2008 года благодаря победе в последнем туре над Андоррой со счётом 1:0 (единственный гол забил промахнувшийся в конце матча против Израиля Сычёв) и благодаря результату параллельной встречи в последнем туре между Англией и Хорватией, завершившейся со счётом 2:3 в пользу хорватов.
В дальнейшем сборные России и Украины не пересекались друг с другом ни в одном официальном матче, хотя в 2009 году на жеребьёвке стыковых матчей в европейской зоне отбора к чемпионату мира 2010 года был теоретический вариант встречи сборных России и Украины. С сезона 2014/2015 по политическим соображениям (из-за аннексии Крыма и войны в Донбассе) клубы России и Украины и национальные сборные в турнирах ФИФА и УЕФА разводятся при жеребьёвке по разным группам и частям сетки плей-офф, хотя при этом возможность команд сыграть в плей-офф международных турниров не исключается.
Спустя 22 года после той игры Россия—Украина снова возник повод для проведения параллелей с ошибкой Филимонова. В последнем матче отборочного цикла ЧМ-2022 Хорватия—Россия (14.11.2021, Сплит) защитник Кудряшов при устраивавшем россиян счёте 0:0 на 81-й минуте в простой ситуации срезал мяч в свои ворота; в итоге Россия не вышла на ЧМ напрямую и попала на стыковые игры (они не состоялись по политическим причинам). При этом главным тренером российской команды был тот самый В. Г. Карпин, который забил гол в матче 1999 года против Украины.